# Jana Söderberg
Jana Söderberg, född 12 mars 1968 i Östtyskland, är en svensk föreläsare och författare.
Söderberg är född i forna Östtyskland och flyttade till Västtyskland vid 21 års ålder. Hon flyttade till Sverige 1997. Hon har en bakgrund som civilekonom och samtalsterapeut grundad i den alternativa terapiformen psykosyntes. Söderberg är en flitigt anlitad föreläsare. Av chefsnätverket Close för Dagens industri har hon tilldelats utmärkelsen: Utmärkt föreläsare – Guld. Hon är verksamhetsansvarig för den ideella föreningen Motivationslyftet by Star for Life.
Som författare har hon bland annat givit ut böckerna Sluta jämföra dig med andra år 2008, Vad jag säger, vad du hör: om konsten att mötas från 2021 och Våga vara år 2022. 2008 sommarpratade hon i Sommar i P1 för första gången. Den 3 juli 2025 sommarpratade hon för andra gången.